# Lubomír Tesáček
Lubomír Tesáček (9. února 1957 Slavkov u Brna – 29. června 2011 Praha) byl československý atlet, běžec, který se věnoval středním a dlouhým tratím.
S atletickým tréninkem začal ve Slavkově u Brna, jeho prvním trenérem byl Milan Žižlavský. V letech 1972 až 1976 se učil elektrikářem v Jihomoravských cukrovarech v Břeclavi, propracoval se do juniorské reprezentace. Během vojenské služby se dostal do oddílu Dukla Praha, kde trénoval pod vedením trenéra Jana Lišky.
Na halovém ME 1981 ve francouzském Grenoblu skončil ve finále sedmý (3000 m). V roce 1983 doběhl na halovém ME v Budapešti těsně pod stupni vítězů, na 4. místě. Od medailové pozice ho v cíli dělilo 61 setin sekundy.
O rok později se stal v Göteborgu halovým mistrem Evropy v běhu na 3000 metrů, když ve finále zaběhl trať v čase 7:53,16 a dokázal porazit např. Markuse Ryffela (Švýcarsko – 7:53,61), který o několik měsíců později získal stříbrnou medaili v běhu na 5000 m na OH v Los Angeles (1984). V roce 1986 se zúčastnil halového evropského šampionátu v Madridu, kde se umístil na osmém místě. Na evropském šampionátu ve Stuttgartu v témže roce neprošel v závodě na 5000 metrů do finále, když v rozběhu skončil na celkovém 21. místě.
Je držitelem českých halových rekordů na tratích 3 000 a 5 000 metrů. Celkem 5x dokázal zvítězit na Běchovicích (nejstarší silniční závod v Evropě – 10 km).Později pracoval jako správce sportovního areálu Stromovka.
Zemřel 29. června 2011 poté, co ho na stanici Hradčanská v Praze srazila tramvaj, které si pravděpodobně nevšiml, když telefonoval.